# Hannah de Leeuwe
Hannah de Leeuwe (Den Haag, 12 augustus 1948) is een Nederlands danseres, choreograaf, actrice en theaterregisseur.

## Levensloop
Hannah de Leeuwe volgde vanaf haar negende een balletopleiding. In 1966 haalde ze haar diploma dansdocente aan het Koninklijk Conservatorium in Den Haag. Ze maakte in 1967 haar debuut in AVRO's popmagazine Moef Ga Ga. Zij danste in tal van showgroepen voor de televisie en deed de choreografie voor een aantal films en reclamespots. Daarnaast had ze drie jaar lang een eigen balletschool in Amsterdam en is ze stafdocente aan de Rotterdamse Dansacademie. 

## Carrière

### Choreografie
- Magikeffe (1975)
- Potasch & Perlemoer (1979)
- Uitkomst (1980)
- Circus Knie (1981)
- Kinderen voor Kinderen (1983-1989)
- La strada (2007)
- Ik ben verliefd (2007)
- Eens een danser, altijd een danser (2009)
- Altijd een danser (2009)
- Op weg (2012)

### Regie
- Ik ben verliefd (2008)
- Een wonder (2009)

### Filmografie
- Keetje Tippel (1975)
- Rooie Sien (1975)
- Klaverweide (1975)
- Soldaat van Oranje (1977)
- Kom van het dak af (1977)
- Het is weer zo laat! (1978)
- Hoge hakken, echte liefde (1981)
- De boezemvriend (1982)

## Privé
Hannah de Leeuwe is enkele jaren getrouwd geweest met voetballer en acteur Hans Boskamp. Ze is een nicht van actrice Enny de Leeuwe.